# Biomaterial
Un biomaterial és qualsevol matèria, superfície o construcció artificial que interacciona amb sistemes biològics. L'estudi dels biomaterials s'anomena ciència dels biomaterials i compta amb 50 anys d'antiguitat. S'ha experimentat al llarg de tota la història, amb moltes empreses invertint-hi. La ciència dels biomaterials engloba elements de la medicina, biologia, química, enginyeria dels teixits i ciència dels materials. Existeixen tècniques d'impressió 3D de teixits amb finalitats terapèutiques (tractar, augmentar, reparar o substituir una funció del teixit del cos) o bé amb finalitats de diagnòstic.

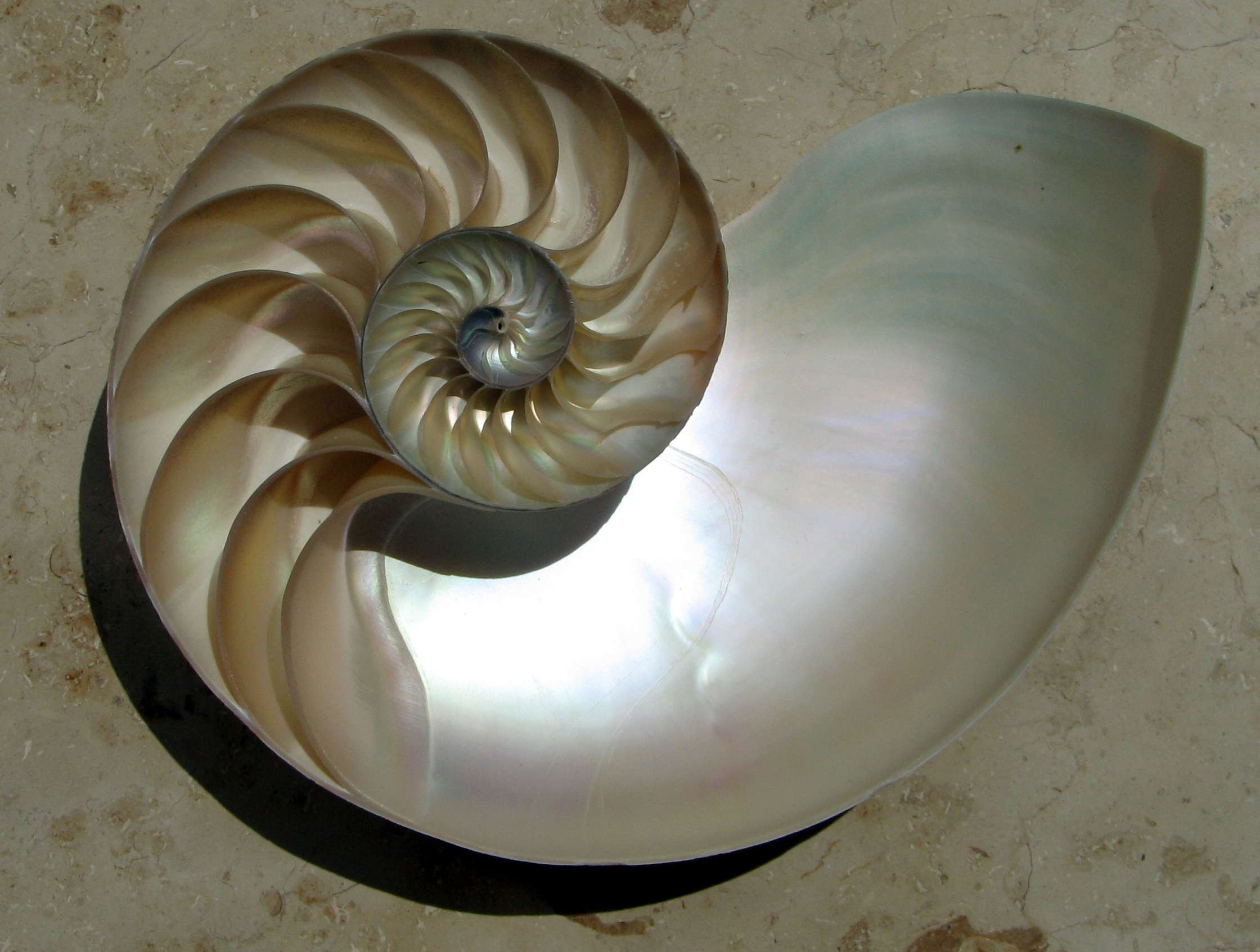
El nacre iridescent dins la closca del nautilus s

## Introducció
Els biomaterials o bé deriven de la natura o estan sintetitzats en laboratori fent servir una varietat de mètodes químics que utilitzen components metàl·lics o la bioceràmica. Sovint tenen aplicació en la medicina. Poden tenir funcions benignes (com en una vàlvula cardiaca) o bioactius amb una funcionalitat més interactiva com la capa d'hidroxi-apatita en implants de maluc. Els biomaterials també s'usen diàriament en aplicacions dentals, cirurgia i subministrament de medicaments. Un biomaterial també pot ser un autoempelt, al·loempelt o xenoempelt usat com material en els trasplantaments d'òrgans.

## Biomineralització
Autoassamblatge (Self-assembly) és el terme més comú per descriure l'agregació espontània de partícules sense la influència de forces externes. Això es troba en sistemes biològics i proporciona la base d'una gran varietat d'estructures biològiques complexes, això inclou biomaterials basats en característiques microestructurals i dissenys trobats en la natura. La seva característica distintiva és l'autorganització.

## Jerarquia estructural
Gairebé tots els materials es poden veure com estructurats jeràrquicament, tanmateix en els biomaterials aquesta organització estructural és inherent a la microestructura. En l'os, per exemple, el col·lagen és el bloc de construcció de la matriu orgànica en triple hèlix amb un diàmetre d'1,5 nm. Aquestes molècules de tropocol·lagen estan intercalades amb la fase mineral d'hidroxiapatita, un fosfat de calci, formant fibres.

## Aplicacions
Els biomaterials es fan servir en :
- Reemplaçaments d'articulacions
- Plaques de l'os
- Ciment de l'os
- lligaments i tendons artificials
- Implants dentals i fixació de dents
- Pròtesis de vasos sanguinis
- Vàlvules del cor
- Aparells per reparar la pell (teixit artificial)
- Reemplaçaments coclears
- Lents de contacte
- Implants de pit

Els biomaterials han de ser compatibles amb el cos i els problemes de biocompatibilitat han de ser resolts abans que el producte surti al mercat i utilitzats.

## Biopolímers
Els biopolímers són polímers produïts per organismes vius. En són exemple la cel·lulosa i el midó, proteïnes, pèptids, ADN i ARN.